# Fourie du Preez
Petrus Fourie du Preez (Pretoria, 24 marzo 1982) è un ex rugbista a 15 sudafricano, mediano di mischia e campione del mondo nel 2007 con gli Springbok.

## Biografia
Proveniente da famiglia benestante e da sempre nel mondo del rugby (suo padre, Fourie sr., fu terza linea del Northern Transvaal e attualmente è industriale diamantifero, mentre suo zio Frik fu Springbok dal 1961 al 1971), fin dall'esordio Fourie jr. fu ritenuto uno dei migliori interpreti del ruolo di mediano di mischia: secondo il britannico Independent le doti che lo distinguono da altri colleghi di ruolo altrettanto tecnicamente dotati è la capacità di giocare senza palla: lettura del gioco, copertura del campo e doti di contrasto fisico.
Studente all'Università di Pretoria, rappresentò il Sudafrica a livello giovanile, vincendo la Coppa del Mondo di categoria; dal 2001 nella selezione provinciale dei Blue Bulls in Currie Cup, entrò nella relativa franchise professionistica degli Bulls nel Super 12 2003.
Nel 2004 esordì in Nazionale sudafricana a Bloemfontein contro l'Irlanda; nel 2006 si aggiudicò il titolo di miglior giocatore dell'anno del suo Paese e fu candidato all'analogo riconoscimento dell'International Rugby Board.
L'anno successivo conquistò con i Bulls il Super 14 2007, prima squadra sudafricana ad aggiudicarsi tale torneo, e soprattutto prese parte alla Coppa del Mondo di rugby 2007 in Francia, scendendo in campo in sei incontri compresa la vittoriosa finale contro l'Inghilterra; nominato capitano dei Bulls nel 2008 (carica nella quale si alternò in seguito con Victor Matfield), nel 2009 vinse il suo secondo titolo del Super Rugby mentre a livello internazionale vinse prima la serie contro i British Lions e successivamente il Tri Nations 2009, cosa questa che gli procurò una seconda nomination a giocatore dell'anno dell'IRB.
Assente a causa di un intervento chirurgico a una spalla per tutta la seconda metà del 2010 dopo aver vinto il suo terzo Super Rugby, e quindi impossibilitato a giocare nel Tri Nations di quell'anno, du Preez tornò per il Super Rugby 2011 riprendendo i gradi di capitano.
Dopo il termine della Coppa del Mondo di rugby 2011 du Preez entrò a far parte della compagine professionistica giapponese dei Suntory Sungoliath.
Fu successivamente selezionato per la Coppa del Mondo di rugby 2015, la sua terza consecutiva, in cui il Sudafrica giunse fino al terzo posto finale.

## Palmarès
- Coppe del mondo: 1
Sudafrica: 2007
- Super Rugby: 3
Bulls: 2007, 2009, 2010